# Certonotus fractinervis
Certonotus fractinervis är en stekelart som först beskrevs av Vollenhoven 1873.  Certonotus fractinervis ingår i släktet Certonotus och familjen brokparasitsteklar. Inga underarter finns listade i Catalogue of Life.